# Väsk-Olletjärnen
Väsk-Olletjärnen är en sjö i Malung-Sälens kommun i Dalarna och ingår i Dalälvens huvudavrinningsområde.